# Júlio César Soares Espíndola
Júlio César Soares Espíndola (Duque de Caxias, Brazil, 3. rujna 1979.) poznatiji jednostavnije kao Júlio César, je bivši brazilski nogometni vratar. Od 2004. godine do 2014. je bio vratar brazilske reprezentacije.
2009. godine, IFFHS (Međunarodna federacija za nogometnu povijest i statistiku) proglasio ga je trećim najboljim vratarem Svijeta, iza Španjolca Ikera Casillasa i Talijana Gianluigija Buffona. Također, proglašen je najboljim vratarem Serie A za 2009. godinu, boljim od Buffona (Juventus) i Federica Marchettija (Cagliari).
Iste godine nominiran je za nagradu Ballon d'Or. Nakon glasovanja, Júlio César osvojio je 21. mjesto. Uz njega, još je Iker Casillas bio jedini vratar nominiran za tu nagradu. Najduže je igrao za Inter Milano to jest od 2005. do 2012. ukupno 7 godina.

## Klupska karijera

### Flamengo
Júlio César svoju klupsku karijeru započeo je 1997. u brazilskom Flamengu, kao zamjena veteranu Clemeru. Od 2000. postao je prvi vratar kluba s kojim je četiri puta osvojio brazilsko prvenstvo.
Zbog svoje ljubavi prema klubu i velikog talenta, postao je ljubimac navijača Flamenga.

### Chievo Verona
U siječnju 2005. odlazi u Chievo Veronu kao slobodni igrač. Postoje nagađanja da je to bio privremeni potez, prije transfera u moćni Inter Milan.
Zbog pravila Serie A, o kvoti igrača izvan EU, Júlio César je privremeno registriran u Chievo Veronu. Tijekom šest mjeseci u Veroni, bio je rezervni vratar, dok je prvi golman kluba bio Luca Marchegiani.
Unatoč tome što nije branio u Chievo Veroni, César je redovito bio pozivan u brazilsku reprezentaciju.

### Inter Milan
U srpnju 2005., brazilski vratar službeno potpisuje trogodišnji ugovor za Inter Milan. Očekivalo se da će biti rezervni vratar Francescu Toldu. Svoju prvu utakmicu za klub, igrao je u finalu talijanskog Superkupa.
Júlio César ubrzo se nametnuo ispred Francesca Tolda, a time je postao i prvi vratar kluba. 
Inter Milan sezonu 2005/06. završio je na trećem mjestu, iza Juventusa i gradskog rivala AC Milana. Međutim zbog afere Calciopoli o namještanju utakmica, Inter je na zapisničkom stolu postao novoproglašeni prvak za tu sezonu.
U srpnju 2009., ESPN Brasil proglasio je Julija Césara najboljim vratarem sezone 2008/09. Uz tu nagradu, primio je još jednu tamošnju nagradu – Prêmio Futebol no Mundo.
U studenom 2009., vratar s klubom potpisuje novi ugovor do 2014. godine.
Bivši vratar Intera i talijanske reprezentacije, Gianluca Pagliuca pohvalio je kvalitetu brazilskog vratara te izjavio da je Júlio César najbolji vratar na svijetu. I talijanska vratarska legenda, Dino Zoff, pohvalio je Césara i njegovog momčadskog kolegu, Francesca Tolda.
Jedna od najvažnijih obrana penala Júlija Césara, je na tradicionalnoj utakmici Derby della Madonnina protiv gradskog rivala AC Milana. Tada je César obranio jedanaesterac reprezentativnom kolegi Ronaldinhu.
Zbog impresivnih obrana, javno ga je pohvalio Gianluca Pagliuca, nekadašnji vratar Intera i talijanske reprezentacije koji ga je proglasio najboljim golmanom na svijetu.

### QPR i Toronto
29. kolovoza 2012. Júlio César je potvrdio da je potpisao za engleski QPR. Za novi klub je debitirao već za dva tjedna u utakmici protiv Chelseaja. Nakon što je klub u sezoni 2013./14. ispao iz Premier lige u niži rang odnosno u Football League Championship, vratar je ostao u londonskoj momčadi.
7. veljače 2014. Brazilac je potvrdio da je otišao na posudbu u kanadski Toronto koji se natječe u američkoj MLS ligi. Na taj potez odlučio se jer ga je u matičnom klubu zamijenio Robert Green te je našao novi klub u kojem bi bio prvi golman kako bi mogao konkurirati za odlazak na Svjetsko prvenstvo 2014. u Brazilu. U matični QPR vratio se 25. srpnja 2014.

### Benfica
Júlio César je 19. kolovoza 2014. potpisao dvogodišnji ugovor s lisabonskom Benficom za koju je debitirao 21. rujna iste godine u prvenstvenoj 3:1 pobjedi nad Moreirenseom.

## Reprezentativna karijera
Júlio César prvi puta pozvan je u brazilsku reprezentaciju 2003. godine, kao zamjena Didi. Član brazilske selekcije bio je i na Kupu konfederacija 2003. u Francuskoj, ali nije ulazio u igru.
Svoj prvi reprezentativni nastup ostvario je 2004. na Copa América. Na natjecanju je branio svih šest utakmica. Posebno se istaknuo u finalu protiv Argentine, kada se jedanaestercima odlučivalo o konačnom pobjedniku. Odličnim obranama, Brazil postaje pobjednik rezultatom 4:2 u jedanaestercima.
Također, zbog dobrih nastupa u reprezentativnom dresu, Júlio César proglašen je prvim vratarem Copa América 2004. godine.
Unatoč svemu, César je sljedeće tri godine bio rezervni vratar Brazila, te je u tom razdoblju prikupio svega 7 reprezentativnih nastupa. Kao treći rezervni vratar, bio je na brazilskom popisu igrača za Svjetsko prvenstvo u Njemačkoj 2006. Tada je prvi vratar bio Dida a drugi Rogério Ceni.
Od većih natjecanja na kojima Júlio César nije bio uključen u reprezentaciju bili su Kup konfederacija 2005. i Copa América 2007.
Nakon Svjetskog prvenstva u Njemačkoj 2006., Dida se oprašta od brazilske reprezentacije te započinje potraga prvim vratarom Brazila. Tada novi brazilski izbornik Dunga nije preferirao Césara. Prednost su imali Heurelho Gomes iz Tottenhama, Helton iz Porta i Doni iz Rome.
Tek je u rujnu 2007., izbornik Dunga umjesto standardnog Donija, odabrao Júlija Césara kao novog standardnog vratara reprezentacije.

## Osvojeni trofeji

### Klupski trofeji
| Brazil      | Brazil                          | Brazil    |
| Klub        | Trofej                          | Godina    |
| ----------- | ------------------------------- | --------- |
| Flamengo    | Prvenstvo države Rio de Janeiro | 1999.     |
| Flamengo    | Prvenstvo države Rio de Janeiro | 2000.     |
| Flamengo    | Prvenstvo države Rio de Janeiro | 2001.     |
| Flamengo    | Prvenstvo države Rio de Janeiro | 2004.     |
| Flamengo    | Brazilski kup prvaka            | 2001.     |
| Flamengo    | Trofej Rio                      | 2000.     |
| Flamengo    | Trofej Guanabara                | 1999.     |
| Flamengo    | Trofej Guanabara                | 2001.     |
| Flamengo    | Trofej Guanabara                | 2004.     |
| Italija     |                                 |           |
| Inter Milan | Serie A                         | 2005./06. |
| Inter Milan | Serie A                         | 2006./07. |
| Inter Milan | Serie A                         | 2007./08. |
| Inter Milan | Serie A                         | 2008./09. |
| Inter Milan | Serie A                         | 2009./10. |
| Inter Milan | Talijanski kup                  | 2006.     |
| Inter Milan | Talijanski kup                  | 2010.     |
| Inter Milan | Talijanski kup                  | 2011.     |
| Inter Milan | Talijanski Superkup             | 2005.     |
| Inter Milan | Talijanski Superkup             | 2006.     |
| Inter Milan | Talijanski Superkup             | 2008.     |
| Inter Milan | Talijanski Superkup             | 2008.     |
| Inter Milan | UEFA Liga prvaka                | 2009./10. |
| Inter Milan | Svjetsko klupsko prvenstvo      | 2010.     |

### Reprezentativni trofeji
| Natjecanje               | Godina |
| ------------------------ | ------ |
| Svjetsko prvenstvo U-17  | 1997.  |
| Copa América             | 2004.  |
| FIFA Konfederacijski kup | 2009.  |

### Individualni trofeji
| Trofej                      | Sezona    |
| --------------------------- | --------- |
| Najbolji vratar Serie A     | 2008./09. |
| Najbolji vratar Serie A     | 2009./10. |
| Najbolji vratar Lige prvaka | 2009./10. |

## Privatni život
César je oženjen brazilskom manekenkom i glumicom, Susanom Werner. Zajedno imaju dvoje djece, Cauet, rođen 2002. i Giulia, rođena 2005.
Júlio César reklamni je maneken japanske tvrtke Asics.

## Vanjske poveznice
- Reprezentativna statistika Júlija Césara na FIFA.com  Arhivirana inačica izvorne stranice od 9. srpnja 2014. (Wayback Machine)
- Baza podataka Brazilskog nogometnog saveza
- Profil igrača na web stranici Inter Milana  Arhivirana inačica izvorne stranice od 16. svibnja 2012. (Wayback Machine)
- Júlio César na Sambafoot.com